# إيزو (شركة يابانية)
إيزو كوروبيشن (بالإنجليزية: EIZO Corporation) ، هي شركة يابانية لصناعة شاشات الحواسيب، أسست سنة 1968م.

## وصلات خارجية
- الموقع الرسمي (بالإنجليزية)